# Eulalia splendens
Eulalia splendens là một loài thực vật có hoa trong họ Hòa thảo. Loài này được Keng f. & S.L.Chen mô tả khoa học đầu tiên năm 1992.